# Aeternum Sacris
Aeternum Sacris ist eine 2009 gegründete Funeral-Doom-Band.

## Geschichte
Aeternum Sacris wurde 2009 als Ein-Mann-Projekt von dem Multiinstrumentalisten und Sänger „Sacris“ gegründet. Der Musiker hält nähere Informationen zu seiner Person zurück und stellt damit die Musik in den Vordergrund. Eigenen Aussagen zufolge existieren keine Pläne für die Aktivitäten als Aeternum Sacris, aber bereits abgeschlossene, jedoch noch nicht veröffentlichte Alben. Die Musik entstehe keineswegs kalkuliert, sondern spontan als emotionaler Ausdruck. Entsprechend beschreibt er She und Doom Metal Girl als Lieder, die aus dem Verhältnis zu konkreten Personen entstanden, und die Alben A Doomed Love und 2011.03.11 als Ausdruck der Gefühle zu realen Lebenssituationen. Seine Musik veröffentlichte „Sacris“ kostenlos zum Download mit dem Hinweis, dass das Geld, das der Käufer zu zahlen bereit wäre, besser karitativen Zwecken zugutekommen solle. Trotz unterschiedlicher Vertragsangebote und diverser Veröffentlichungspläne erschien erst 2019, nach einer Reihe Demoaufnahmen, EPs und Singles im Selbstverlag über Silent Time Noise eine erweiterte Albumversion eines Demos von 2011. Das Label-Debüt 2011.03.11 ist eine inhaltliche und emotionale Auseinandersetzung mit der Fukushima-Katastrophe und ihren Folgen, die ursprünglich unmittelbar nach dem Ereignis entstand und von den damit einhergehenden Eindrücken geprägt wurde.

## Stil
Das Webzine Doom-Metal.com beschreibt den von Aeternum Sacris präsentierten Stil als „trauervollen Funeral Doom.“ Für Metalreviews wird die Musik als „Metal-Trauermarsch“ kategorisiert und mit jener von Mournful Congregation und The Howling Void verglichen. Der für Doom-Metal.com verfassten Besprechung von (11-03-2011) zufolge kreiert Aeternum Sacris einen „emotionalen Winter“, der mit jenem von Profetus oder Longing for Dawn zu vergleichen sei.
Der Gesang wird geflüstert sowie flüsternd gegrowlt. Das als Leadinstrument gelegentlich mit dem Keyboard tauschende Gitarrenspiel gilt als dominant im Gesamtklang und wird als „krachend, satt und überwältigend“ betitelt. Neben dem Klang der „fast allgegenwärtigen E-Gitarre“ beinhaltet die Musik von Aeternum Sacris den Klang von Akustikgitarren, unterschiedlichen Orchester- und Synthesizerklängen, den erwähnten gedämpften und geflüsterten Gesang sowie einen gelegentlichen Einsatz einer Frauenstimme als sakraler Hintergrundgesang. Ein Schlagzeug wird genutzt, derweil jedoch kaum als rhythmusgebend eingebracht, sondern mehr als Interpunktion bewertet.

## Diskografie
- 2009: The Beginning of the End (Demo, Selbstverlag)
- 2011: (11-03-2011) (Demo, Selbstverlag)
- 2011: Return (Demo, Selbstverlag)
- 2011: Alone (a Homeless and His Dog) (Single, Selbstverlag)
- 2012: Kannon (Single, Selbstverlag)
- 2012: Haunting like a Ghost (EP, Selbstverlag; 2019 Silent Time Noise)
- 2016: A Doomed Love (EP, Selbstverlag)
- 2019: 2011.03.11 (Album, Silent Time Noise)